# Bad for You Baby
| 전문가 평가              | 전문가 평가 |
| 평가 점수                | 평가 점수   |
| 출처                     | 점수        |
| ------------------------ | ----------- |
| Allmusic                 | [ 1 ]       |
| Reverend Keith A. Gordon | [ 2 ]       |

《Bad for You Baby》는 북아일랜드의 블루스 기타리스트이자 싱어송라이터인 게리 무어의 열일곱 번째이자 마지막 솔로 스튜디오 음반이다.

## 배경
이 음반은 이전 몇 년 동안의 아티스트의 발매 사운드와 비슷한 하드 록의 영향을 받은 사운드를 특징으로 한다. 머디 워터스가 부른 버전으로 가장 잘 알려진 두 곡의 커버가 포함되어 있다. 이 음반에는 음악가 캐시 테일러와 오티스 테일러와의 주목할 만한 공동 작업도 포함되어 있다. 이 음반은 무어가 생전에 발매한 마지막 스튜디오 음반으로, 2011년 2월 6일 심장마비로 사망했다.

## 반응
이 음반은 올뮤직과 같은 출판물로부터 긍정적인 평가를 받았는데, 비평가 할 호로위츠는 무어의 "인정받지 못한 목소리는 강하고 오리지널과 커버에 설득력이 있다"고 말했고, 아티스트의 "터프한 기타 라인" 또한 "물면서도 고급스러운" 사운드를 가지고 있다고 말했다.

## 곡 목록
모든 곡들은 특별한 언급이 없는 한 게리 무어에 의해 작사/작곡하였다.
| #   | 제목                                      | 작사·작곡      | 재생 시간 |
| --- | ----------------------------------------- | -------------- | --------- |
| 1.  | 〈Bad for You Baby〉                      |                | 2:55      |
| 2.  | 〈Down the Line〉                         |                | 2:55      |
| 3.  | 〈Umbrella Man〉                          |                | 3:36      |
| 4.  | 〈Holding On〉                            |                | 3:45      |
| 5.  | 〈Walkin' Thru the Park〉                 | 머디 워터스    | 2:58      |
| 6.  | 〈I Love You More Than You'll Ever Know〉 | 알 쿠퍼        | 10:34     |
| 7.  | 〈Mojo Boogie〉                           | J. B. 레누아르 | 3:34      |
| 8.  | 〈Someday Baby〉                          | 워터스         | 3:35      |
| 9.  | 〈Did You Ever Feel Lonely?〉             |                | 6:10      |
| 10. | 〈Preacher Man Blues〉                    |                | 5:53      |
| 11. | 〈Trouble Ain't Far Behind〉              |                | 9:34      |